# Philip Ledger
Pour les articles homonymes, voir Ledger.
Philip Ledger, né le 12 décembre 1937 à Bexhill-on-Sea, East Sussex, et décédé le 18 novembre 2012, est un chef de chœur, compositeur et organiste britannique.

## Biographie
Ledger est chef du chœur du King's College de Cambridge entre 1973 et 1982, et directeur de la Royal Scottish Academy of Music and Drama de 1982 jusqu'à sa retraite en 2001.
Ledger fait ses études au King's College. Il devient organiste à la cathédrale de Chelmsford en 1961, et directeur de la musique de l'Université d'East Anglia en 1983, où il est également doyen de la faculté.
En 1968, il est directeur artistique de du festival d'Aldeburgh avec Benjamin Britten et Peter Pears. À Cambridge, à côté de son poste au King's College, il est également chef d'orchestre de la Cambridge University Musical Society.
Ledger a fait de nombreux enregistrements de musique sacrée, Te Deum H 146, Magnificat H 74, de Charpentier, Requiem de Duruflé avec des artistes tels que Felicity Lott, Ian Patridge, Stephen Roberts, mais également de musique profane avec Benjamin Britten, Dame Janet Baker, Paul Tortelier, Pinchas Zukerman et Robert Tear. Pour les ensembles de Cambridge, il a écrit de nombreux arrangements et compositions.

## Compositions
Ledger a également été noté pour ses compositions et arrangements originaux, particulièrement pour le choeur. Après avoir succédé à David Willcocks en tant que directeur chez King, il a écrit un certain nombre de nouveaux descendants et arrangements de chants de Noël, ainsi que de nouveaux décors de textes populaires tels que Adam Lay Ybounden et A Spotless Rose. Son arrangement de Ce joyeux Eastertide pour voix mixtes et orgue a été largement interprété et diffusé. Beaucoup de ses compositions et éditions ont été publiées par Oxford University Press, Encore Publications, la Lorenz Corporation (États-Unis) et la Royal School of Church Music. Son Requiem (A Thanksgiving for Life) est écrit pour des solistes de soprano et de ténor avec choeur mixte et peut être joué avec orchestre ou avec un ensemble de chambre ou avec orgue.
Le premier enregistrement entièrement consacré à ses compositions chorales, dont son Requiem - A Thanksgiving for Life, a été réalisé les 7 et 8 décembre 2008 par le Christ's College Chapel Choir, à Cambridge, sous la direction de David Rowland et Ledger. Un album (Regent Records) est sorti le 16 novembre 2009.
Ledger a également composé une cantate de Pâques avec des chants de Noël intitulée Le Christ ressuscité, créée aux États-Unis le 7 mai 2011 à la cathédrale nationale de Washington et présentée le 8 mai 2011 à evensong, à la cathédrale de Canterbury. "This Holy Child", qui a été créée le 16 décembre 2012 lors de la messe du matin à la First Presbyterian Church, à Regina, en Saskatchewan, au Canada.

## Source
- (sv) Cet article est partiellement ou en totalité issu de l’article de Wikipédia en suédois intitulé « Philip Ledger » (voir la liste des auteurs).